# Аппаєв Хизир Хакимович
Хизир Хакимович Аппаєв (рос. Хызы́р Хаки́мович Аппа́ев, нар. 27 січня 1990, Нальчик, СРСР) — російський футболіст, нападник клубу «Факел». Майстер спорту Росії.

## Ігрова кар'єра
Першим професійним клубом в кар'єрі Хизира Аппаєва була «Дружба» з Майкопа, у складі якої футболіст грав з 2011 року. Вже влітку 2011 року нападник перейшов до клубу Прем'єр-ліги «Крила Рад». Спочатку Аппаєв грав за молодіжний склад. Першу гру у вищому дивізіоні Хизир провів 6 березня 2012 року.
У 2012 році футболіст підписав контракт з «Краснодар» але більшу частину часу провів в оренду у волгоградському «Роторі». Після чого у 2014 році залишив «Краснодар» і приєднався до клубу «Оренбург», з яким в сезоні 2015/16 виграв турнір ФНЛ але новий сезон розпочав у тульському «Арсеналі».
У січня 2017 року як вільний агент Аппаєв перейшов до латвійського клубу «Рига». В чемпіонаті Латвії футболіст грав лише до літа того року але встиг у складі «Риги» пограти у фіналі Кубка Латвії. Після чого повернувся до Росії - до курського «Авангарда».
Після цього в кар'єрі Аппаєва був клуб «Тамбов», з яким він також виграв ФНЛ, «Текстильник» з Іваново. У січні 2021 року Аппаєв став гравцем воронезького «Факела», з яким за результатами сезону 2021/22 також виборов право на підвищення до РПЛ.

## Титули
Оренбург
- Переможець ФНЛ: 2015/16

Тамбов
- Перможець ФНЛ: 2018/19

Рига
- Фіналіст Кубка Латвії: 2016/17

Факел
- Срібний призер ФНЛ: 2021/22